# Oh Willy…
Oh Willy… je belgický krátký animovaný film z roku 2012, který režírovali Emma De Swaef a Marc James Roels podle vlastního scénáře. Snímek měl světovou premiéru na mezinárodním festivalu krátkých filmů v Clermont-Ferrand dne 28 ledna 2012.

## Děj
Dospělý Willy se vrací po dlouhé době mezi naturisty, kde strávil mládí, protože jede navštívit svou nemocnou matku. Ta krátce po jeho příjezdu umírá a Willy se rozhodne odejít do lesa.

## Ocenění
- César: nominace v kategorii nejlepší animovaný film